# Mircea Rednic
Mircea Rednic (Hunedoara, 9 aprile 1962) è un ex calciatore e allenatore di calcio rumeno, di ruolo difensore, tecnico dello Standard Liegi.

## Carriera

### Giocatore

#### Club
Debuttò nella Divizia A del campionato rumeno nel 1980 con la maglia della squadra della sua città, il Corvinul Hunedoara, cui si era unito già nel 1976. Nel 1979 passò al Luceafărul Bucureşti e nello stesso anno fece rientro al Corvinul, dove restò sino al 1983. Seguirono sette anni nelle file della Dinamo Bucarest. Nel 1991 vestì la maglia del Bursaspor, nel campionato turco, e dopo 14 partite si trasferì allo Standard Liegi, formazione del campionato belga. Nel 1996 fu ceduto al Sint-Truiden. Chiuse la carriera nel Rapid Bucarest, con cui giocò dal 1997 al 2000.

#### Nazionale
Nazionale rumeno dal 1981 al 1991, conta 83 presenze e 2 reti con la sua selezione. Partecipò al campionato d'Europa 1984 e al campionato del mondo 1990.

### Allenatore
Dopo aver annunciato il ritiro dal calcio giocato quando indossava la divisa del Rapid Bucarest, nello stesso anno (2000) inizia la sua carriera da allenatore proprio nel Rapid, dove allena fino al 2003 a parte una parentesi di una stagione nel Bacău.
Nel 2003 prova l'esperienza mediorientale nell'Al-Nasr, in Arabia Saudita, ma poi torna in Romania dove allena Universitatea Craiova e Vaslui, per poi tornare, dal 2006, nel calcio nazionale che conta con Dinamo Bucarest e Rapid Bucarest.
Nel marzo 2008 Rednic decise di dimettersi dalla guida del Rapid Bucarest, che lo rimpiazza con il portoghese José Peseiro. 
Dopo aver annunciato il ritiro dal calcio giocato quando indossava la divisa del Rapid Bucarest, nello stesso anno (2000) inizia la sua carriera da allenatore proprio nel Rapid, dove allena fino al 2003 a parte una parentesi di una stagione nel Bacău.
Nel 2003 prova l'esperienza mediorientale nell'Al-Nasr, in Arabia Saudita, ma poi torna in Romania dove allena Universitatea Craiova e Vaslui, per poi tornare, dal 2006, nel calcio nazionale che conta con Dinamo Bucarest e Rapid Bucarest.
Nel marzo 2008 Rednic decise di dimettersi dalla guida del Rapid Bucarest, che lo rimpiazza con il portoghese José Peseiro. .
Prova un'esperienza in Russia nell Alanija Vladikavkaz, poi nel 2011 in Azerbaijan con il Xəzər-Lənkəran, e dopo essere tornato in Romania con i due club di Ploiești  nel 2012-2013 va in Belgio con lo Standard Liegi.Dopo una breve parentesi con il Cluji torna in Belgio con il Gent nel campionato 2013-2014.
L'anno successivo torna al Petrolul Ploiești e nel 2015-2016 allena ancora la Dinamo Bucarest.
Il 7 dicembre 2016 è ingaggiato nel campionato belga sulla panchina del R.E. Mouscron.

## Statistiche

### Statistiche da allenatore
Statistiche aggiornate all'26 luglio 2025. In grassetto le competizioni vinte.
| Stagione                 | Squadra                  | Campionato               | Campionato | Campionato | Campionato | Campionato | Coppe nazionali | Coppe nazionali | Coppe nazionali | Coppe nazionali | Coppe nazionali | Coppe continentali | Coppe continentali | Coppe continentali | Coppe continentali | Coppe continentali | Altre coppe | Altre coppe | Altre coppe | Altre coppe | Altre coppe | Totale | Totale | Totale | Totale | % Vittorie | Piazzamento      |
| Stagione                 | Squadra                  | Comp                     | G          | V          | N          | P          | Comp            | G               | V               | N               | P               | Comp               | G                  | V                  | N                  | P                  | Comp        | G           | V           | N           | P           | G      | V      | N      | P      | %          | Piazzamento      |
| ------------------------ | ------------------------ | ------------------------ | ---------- | ---------- | ---------- | ---------- | --------------- | --------------- | --------------- | --------------- | --------------- | ------------------ | ------------------ | ------------------ | ------------------ | ------------------ | ----------- | ----------- | ----------- | ----------- | ----------- | ------ | ------ | ------ | ------ | ---------- | ---------------- |
| dic. 1998                | Rapid Bucarest           | DA                       | 1          | 1          | 0          | 0          | CR              | -               | -               | -               | -               | -                  | -                  | -                  | -                  | -                  | -           | -           | -           | -           | -           | 1      | 1      | 0      | 0      | 100,00&    | Interim.         |
| set. 2000-2001           | Rapid Bucarest           | DA                       | 23         | 11         | 8          | 4          | CR              | 2               | 1               | 0               | 1               | -                  | -                  | -                  | -                  | -                  | -           | -           | -           | -           | -           | 25     | 12     | 8      | 5      | 48,00      | Sub. 4º          |
| lug.-dic. 2001           | Bacău                    | DA                       | 15         | 6          | 2          | 7          | CR              | 2               | 1               | 0               | 1               | -                  | -                  | -                  | -                  | -                  | -           | -           | -           | -           | -           | 17     | 7      | 2      | 8      | 41,18      | Dimis.           |
| mag.-giu. 2002           | Rapid Bucarest           | DA                       | -          | -          | -          | -          | CR              | 1               | 1               | 0               | 0               | -                  | -                  | -                  | -                  | -                  | -           | -           | -           | -           | -           | 1      | 1      | 0      | 0      | 100,00&    | Sub. 3°          |
| 2002-2003                | Rapid Bucarest           | DA                       | 30         | 20         | 3          | 7          | CR              | 2               | 1               | 0               | 1               | CU                 | 4                  | 2                  | 1                  | 1                  | SR          | 1           | 1           | 0           | 0           | 37     | 24     | 4      | 9      | 64,86      | 1°               |
| ago.-dic. 2003           | Rapid Bucarest           | DA                       | 15         | 8          | 5          | 2          | CR              | 3               | 2               | 0               | 1               | UCL                | 2                  | 0                  | 1                  | 1                  | SR          | 1           | 1           | 0           | 0           | 21     | 11     | 6      | 4      | 52,38      | Eson.            |
| gen.-mar. 2004           | Al-Nassr                 | SPL                      | 7          | 2          | 1          | 4          | CPC             | 4               | 2               | 0               | 2               | -                  | -                  | -                  | -                  | -                  | -           | -           | -           | -           | -           | 11     | 4      | 1      | 6      | 36,36      | Sub. dimis.      |
| mar.-giu. 2004           | FCU Craiova              | DA                       | 12         | 5          | 5          | 2          | CR              | -               | -               | -               | -               | -                  | -                  | -                  | -                  | -                  | -           | -           | -           | -           | -           | 12     | 5      | 5      | 2      | 41,67      | Sub. 4°          |
| ago.-set. 2004           | FCU Craiova              | DA                       | 8          | 1          | 4          | 3          | CR              | -               | -               | -               | -               | -                  | -                  | -                  | -                  | -                  | -           | -           | -           | -           | -           | 8      | 1      | 4      | 3      | 12,50      | Dimis.           |
| Totale FCU Craiova       | Totale FCU Craiova       | Totale FCU Craiova       | 20         | 6          | 9          | 5          |                 | -               | -               | -               | -               |                    | -                  | -                  | -                  | -                  |             | -           | -           | -           | -           | 20     | 6      | 9      | 5      | 30,00      |                  |
| mar.-giu. 2005           | Vaslui                   | DB                       | 15         | 10         | 2          | 3          | CR              | -               | -               | -               | -               | -                  | -                  | -                  | -                  | -                  | -           | -           | -           | -           | -           | 15     | 10     | 2      | 3      | 66,67      | Sub. 1° (prom.)  |
| set. 2005-2006           | Vaslui                   | DA                       | 25         | 6          | 10         | 9          | CR              | 2               | 1               | 0               | 1               | -                  | -                  | -                  | -                  | -                  | -           | -           | -           | -           | -           | 27     | 7      | 10     | 10     | 25,93      | Sub. 14°         |
| Totale Vaslui            | Totale Vaslui            | Totale Vaslui            | 40         | 16         | 12         | 12         |                 | 2               | 1               | 0               | 1               |                    | -                  | -                  | -                  | -                  |             | -           | -           | -           | -           | 42     | 17     | 12     | 13     | 40,48      |                  |
| 2006-2007                | Dinamo Bucarest          | LI                       | 34         | 23         | 8          | 3          | CR              | 2               | 1               | 0               | 1               | CU                 | 12                 | 7                  | 2                  | 3                  | -           | -           | -           | -           | -           | 48     | 31     | 10     | 7      | 64,58      | 1º               |
| lug.-set. 2007           | Dinamo Bucarest          | LI                       | 5          | 2          | 1          | 2          | CR              | -               | -               | -               | -               | UCL                | 2                  | 0                  | 1                  | 1                  | SR          | 1           | 0           | 1           | 0           | 8      | 2      | 3      | 3      | 25,00      | Dimis.           |
| ott. 2007-mar. 2008      | Rapid Bucarest           | LI                       | 16         | 8          | 2          | 6          | CR              | 2               | 1               | 0               | 1               | -                  | -                  | -                  | -                  | -                  | -           | -           | -           | -           | -           | 18     | 9      | 2      | 7      | 50,00      | Sub. dimis.      |
| Totale Rapid Bucarest    | Totale Rapid Bucarest    | Totale Rapid Bucarest    | 85         | 48         | 18         | 19         |                 | 10              | 6               | 0               | 4               |                    | 6                  | 2                  | 2                  | 2                  |             | 2           | 2           | 0           | 0           | 103    | 58     | 20     | 25     | 56,31      |                  |
| 2008-2009                | Dinamo Bucarest          | LI                       | 34         | 20         | 5          | 9          | CR              | 4               | 3               | 0               | 1               | CU                 | 2                  | 0                  | 1                  | 1                  | -           | -           | -           | -           | -           | 40     | 23     | 6      | 11     | 57,50      | 3º               |
| ago.-dic. 2009           | Alanija Vladikavkaz      | PD                       | 17         | 9          | 3          | 5          | KR              | 1               | 1               | 0               | 0               | -                  | -                  | -                  | -                  | -                  | -           | -           | -           | -           | -           | 18     | 10     | 3      | 5      | 55,56      | Sub. 3°          |
| 2010-2011                | Xəzər-Lənkəran           | PL                       | 32         | 16         | 12         | 4          | AK              | 6               | 3               | 2               | 1               | -                  | -                  | -                  | -                  | -                  | -           | -           | -           | -           | -           | 38     | 19     | 14     | 5      | 50,00      | 2°               |
| lug.-dic. 2011           | Xəzər-Lənkəran           | PL                       | 15         | 8          | 4          | 3          | AK              | 1               | 1               | 0               | 0               | UEL                | 2                  | 0                  | 1                  | 1                  | -           | -           | -           | -           | -           | 18     | 9      | 5      | 4      | 50,00      | Eson.            |
| Totale Xəzər-Lənkəran    | Totale Xəzər-Lənkəran    | Totale Xəzər-Lənkəran    | 47         | 24         | 16         | 7          |                 | 7               | 4               | 2               | 1               |                    | 2                  | 0                  | 1                  | 1                  |             | -           | -           | -           | -           | 56     | 28     | 19     | 9      | 50,00      |                  |
| mar.-mag. 2012           | Astra Ploiești           | LI                       | 11         | 4          | 1          | 6          | CR              | -               | -               | -               | -               | -                  | -                  | -                  | -                  | -                  | -           | -           | -           | -           | -           | 11     | 4      | 1      | 6      | 36,36      | Sub. 12º         |
| lug.-ott. 2012           | Petrolul Ploiești        | LI                       | 13         | 6          | 4          | 3          | CR              | 1               | 1               | 0               | 0               | -                  | -                  | -                  | -                  | -                  | -           | -           | -           | -           | -           | 14     | 7      | 4      | 3      | 50,00      | Risoluz.         |
| ott. 2012-2013           | Standard Liegi           | PL                       | 18+10+2    | 10+5+1     | 4+2+0      | 4+3+1      | CB              | 1               | 0               | 0               | 1               | -                  | -                  | -                  | -                  | -                  | -           | -           | -           | -           | -           | 30     | 16     | 6      | 8      | 53,33      | Sub. 4°          |
| lug.-ago. 2013           | CFR Cluj                 | LI                       | 4          | 1          | 2          | 1          | CR              | -               | -               | -               | -               | -                  | -                  | -                  | -                  | -                  | -           | -           | -           | -           | -           | 4      | 1      | 2      | 1      | 25,00      | Resc. cons.      |
| ott. 2013-apr. 2014      | Gent                     | PL                       | 21+1       | 9+0        | 4+0        | 8+1        | CB              | 5               | 2               | 1               | 2               | -                  | -                  | -                  | -                  | -                  | -           | -           | -           | -           | -           | 27     | 11     | 5      | 11     | 40,74      | Sub. eson.       |
| gen.-mag. 2015           | Petrolul Ploiești        | LI                       | 13         | 4          | 4          | 5          | CR              | 2               | 0               | 1               | 1               | -                  | -                  | -                  | -                  | -                  | -           | -           | -           | -           | -           | 15     | 4      | 5      | 6      | 26,67      | Sub. resc. cons. |
| Totale Petrolul Ploiești | Totale Petrolul Ploiești | Totale Petrolul Ploiești | 26         | 10         | 8          | 8          |                 | 3               | 1               | 1               | 1               |                    | -                  | -                  | -                  | -                  |             | -           | -           | -           | -           | 29     | 11     | 9      | 9      | 37,93      |                  |
| mag. 2015                | Dinamo Bucarest          | LI                       | 4          | 2          | 1          | 1          | CR              | -               | -               | -               | -               | -                  | -                  | -                  | -                  | -                  | -           | -           | -           | -           | -           | 15     | 4      | 5      | 6      | 26,67      | Sub. 7°          |
| 2015-2016                | Dinamo Bucarest          | LI                       | 26+10      | 13+2       | 9+6        | 4+2        | CR+CdL          | 6+4             | 3+2             | 3+1             | 0+1             | -                  | -                  | -                  | -                  | -                  | -           | -           | -           | -           | -           | 46     | 20     | 19     | 7      | 43,48      | 4°               |
| dic. 2016-2017           | R.E. Mouscron            | PL                       | 13+10      | 4+2        | 1+2        | 8+6        | CB              | -               | -               | -               | -               | -                  | -                  | -                  | -                  | -                  | -           | -           | -           | -           | -           | 23     | 6      | 3      | 14     | 26,09      | Sub. 15°         |
| 2017-feb. 2018           | R.E. Mouscron            | PL                       | 26         | 8          | 5          | 13         | CB              | 2               | 1               | 0               | 1               | -                  | -                  | -                  | -                  | -                  | -           | -           | -           | -           | -           | 23     | 6      | 3      | 14     | 26,09      | Sub. 15°         |
| Totale R.E. Mouscron     | Totale R.E. Mouscron     | Totale R.E. Mouscron     | 49         | 14         | 8          | 27         |                 | 2               | 1               | 0               | 1               |                    | -                  | -                  | -                  | -                  |             | -           | -           | -           | -           | 51     | 15     | 8      | 28     | 29,41      |                  |
| ago.-ott. 2018           | Al-Faisaly               | SPL                      | 5          | 1          | 1          | 3          | -               | -               | -               | -               | -               | -                  | -                  | -                  | -                  | -                  | -           | -           | -           | -           | -           | 5      | 1      | 1      | 3      | 20,00      | Eson.            |
| ott. 2018-2019           | Dinamo Bucarest          | LI                       | 15+14      | 5+8        | 6+3        | 4+3        | CR              | 1               | 0               | 1               | 0               | -                  | -                  | -                  | -                  | -                  | -           | -           | -           | -           | -           | 30     | 13     | 10     | 7      | 43,33      | Sub. 8°          |
| gen.-ago. 2020           | FC Politehnica Iași      | LI                       | 4+14       | 0+5        | 0+4        | 4+5        | CR              | 3               | 1               | 0               | 2               | -                  | -                  | -                  | -                  | -                  | -           | -           | -           | -           | -           | 21     | 6      | 4      | 11     | 28,57      | Sub. 12°         |
| dic. 2020-apr. 2021      | Viitorul Costanza        | LI                       | 18         | 2          | 9          | 7          | CR              | -               | -               | -               | -               | -                  | -                  | -                  | -                  | -                  | -           | -           | -           | -           | -           | 18     | 2      | 9      | 7      | 11,11      | Sub. eson.       |
| ott.-dic. 2021           | Dinamo Bucarest          | LI                       | 11         | 1          | 3          | 7          | CR              | 1               | 0               | 0               | 1               | -                  | -                  | -                  | -                  | -                  | -           | -           | -           | -           | -           | 12     | 1      | 3      | 8      | &8,33      | Sub. eson.       |
| Totale Dinamo Bucarest   | Totale Dinamo Bucarest   | Totale Dinamo Bucarest   | 153        | 76         | 42         | 35         |                 | 18              | 9               | 5               | 4               |                    | 16                 | 7                  | 4                  | 5                  |             | 1           | 0           | 1           | 0           | 188    | 92     | 52     | 44     | 48,94      |                  |
| mag.-giu. 2023           | UTA Arad                 | LI                       | 4+2        | 2+1        | 2+1        | 0+0        | CR              | -               | -               | -               | -               | -                  | -                  | -                  | -                  | -                  | -           | -           | -           | -           | -           | 6      | 3      | 3      | 0      | 50,00      | Sub. 13°         |
| 2023-2024                | UTA Arad                 | LI                       | 30+9       | 10+5       | 10+2       | 10+2       | CR              | 4               | 2               | 1               | 1               | -                  | -                  | -                  | -                  | -                  | -           | -           | -           | -           | -           | 43     | 17     | 13     | 13     | 39,53      | 7°               |
| 2024-2025                | UTA Arad                 | LI                       | 30+9       | 8+4        | 10+2       | 12+3       | CR              | 3               | 0               | 2               | 1               | -                  | -                  | -                  | -                  | -                  | -           | -           | -           | -           | -           | 42     | 12     | 14     | 16     | 28,57      | 10°              |
| Totale UTA Arad          | Totale UTA Arad          | Totale UTA Arad          | 84         | 30         | 27         | 27         |                 | 7               | 2               | 3               | 2               |                    | -                  | -                  | -                  | -                  |             | -           | -           | -           | -           | 91     | 32     | 30     | 29     | 35,16      |                  |
| 2025-2026                | Standard Liegi           | PL                       | 0          | 0          | 0          | 0          | CB              | 0               | 0               | 0               | 0               | -                  | -                  | -                  | -                  | -                  | -           | -           | -           | -           | -           | 0      | 0      | 0      | 0      | —          | in corso         |
| Totale carriera          | Totale carriera          | Totale carriera          | 651        | 279        | 173        | 199        |                 | 65              | 31              | 12              | 22              |                    | 24                 | 9                  | 7                  | 8                  |             | 3           | 2           | 1           | 0           | 743    | 321    | 193    | 229    | 43,20      |                  |

## Palmarès

### Giocatore
- Campionato rumeno: 3

Dinamo Bucarest: 1983-1984, 1989-1990
Rapid Bucarest: 1998-1999
- Coppa di Romania: 4

Dinamo Bucarest: 1983-1984, 1985-1986, 1989-1990
Rapid Bucarest: 1997-1998
- Coppa del Belgio: 1

Standard Liegi: 1992-1993
- Supercoppa di Romania: 1

Rapid Bucarest: 1999

### Allenatore
- Campionato rumeno: 2

Rapid Bucarest: 2002-2003
Dinamo Bucarest: 2006-2007
- Coppa di Romania: 1

Rapid Bucarest: 2002
- Supercoppa di Romania: 2

Rapid Bucarest: 2002, 2003
- Coppa d'Azerbaigian: 1

Khazar Lenkoran: 2010-2011